# Denis Sergejewitsch Sergejew
Denis Sergejewitsch Sergejew (russisch Денис Сергеевич Сергеев, wiss. Transliteration Denis Sergeevič Sergeev; * 21. März 1982 in Wladimir, Oblast Wladimir) ist ein russischer Boxer. Er wurde 2008 Vize-Europameister im Superschwergewicht.

## Werdegang
Der Rechtsausleger Denis Sergejew startet für Dynamo Wladimir. Sein Trainer ist Alexander Michailow. Er boxt seit 1997 und ist Student an der juristischen Fakultät der Universität Wladimir.
De 1,98 Meter große Boxer startete im Superschwergewicht (Klasse über 91 kg Körpergewicht). Mit guten Leistungen machte er in Russland nach seiner Juniorenzeit auf sich aufmerksam. Im Jahre 2004 wurde er deshalb auch schon bei internationalen Turnieren eingesetzt. So erreichte er beim Chemie-Pokal-Turnier in Halle (Saale) das Finale, in dem er gegen Sergej Rosnow aus Bulgarien nach Punkten verlor. Wenig später gewann er aber beim Grand Prix in Ostrava die Konkurrenz im Superschwergewicht mit einem Sieg im Endkampf über den Litauer Keistutis Bitkevičius.
2005 startete er erstmals bei der russischen Meisterschaft im Superschwergewicht. Er unterlag dort aber noch im Halbfinale gegen Wladislaw Wasiljew und erreichte damit den 3. Platz. Einen Turniersieg landete er bei dem Turnier um den Goldenen Gong in Skopje. Im Finale schlug er dort Miloš Cvetković aus Serbien durch Abbruch in der 1. Runde.
Auch im Jahre 2006 landete er bei der russischen Meisterschaft nach einer Punktniederlage im Halbfinale gegen Magomed Abdussalamow auf dem 3. Rang. Im Jahre 2007 wurde er dann erstmals russischer Meister im Superschwergewicht. Er bezwang dabei im Endkampf den amtierenden Europameister Islam Timursijew nach Punkten (22:19). Im gleichen Jahr wurde er bei den Vorolympischen Spielen in Peking eingesetzt. Er kam dort zu einem kampflosen Sieg über den chinesischen Meister Zhang Zhilei und besiegte im Finale Michael Hunter aus den USA nach Punkten (21:19).
Im Jahre 2008 hatte Denis Sergejew die Chance, sich für die Olympischen Spiele zu qualifizieren. Der russische Verband musste sich dabei zwischen ihm und Islam Timursijew entscheiden. Denis Sergejew unterlag im Februar in einem Länderkampf in Magnitogorsk Russland gegen die Vereinigten Staaten gegen Michael Hunter nach Punkten (13:23), dem damit die Revanche für die Niederlage von Peking 2007 gelang. Als Denis Sergejew im Halbfinale der 1. AIBA-Presidents-Cup im Mai 2008 in Taipeh auch gegen Sardor Abdullayev aus Usbekistan nach Punkten (22:27) verlor, dürfte die Entscheidung für einen Einsatz von Islam Timursijew bei den Olympischen Spielen gefallen sein.
Denis Sergejew wurde im Oktober 2008 in Kaliningrad mit einem Punktsieg über Schamil Gadschiew erneut russischer Meister im Superschwergewicht. Cheftrainer Alexander Lebsjak setzte ihn dann auch bei der Europameisterschaft im November 2008 in Liverpool ein. Dort siegte er über Andrew Wyn Jones aus Wales durch Abbruch in der 4. Runde, Gewann über Michail Sheybak aus Belarus nach Punkten (7:2) und schlug Memnuk Hadžić aus Bosnien-Herzegowina durch Abbruch in der 3. Runde. Im Finale stand er dem Bulgaren Kubrat Pulew gegenüber, der ihn auspunktete (2:9). Denis Sergejew wurde somit Vize-Europameister.

## Internationale Erfolge
(SS = Superschwergewicht, über 91 kg Körpergewicht)
- 2004, 2. Platz, Chemie-Pokal-Turnier in Halle (Saale), SS, nach Punktniederlage im Finale gegen Sergej Rosnow, Bulgarien;

- 2004, 1. Platz, Grand-Prix in Ostrava, SS, mit Abbruchsieg in der 3. Runde über Keistutis Bitkevičius, Litauen;

- 2005, 1. Platz, Turnier um den Goldenen Gong in Skopje, SS, mit Abbruchsieg in der 1. Runde über Miloš Cvetković, Serbien;

- 2007, 1. Platz, Vorolymp. Turnier in Peking, SS, mit einem kampflosen Sieg über Zhang Zhilei, China u. einem Punktsieg über Michael Hunter, USA (21:18);

- 2008, 3. Platz, 1. AIBA-Presidents-Cup in Taipeh, SS, nach einer Punktniederlage im Halbfinale gegen Sardor Abdullayev, Usbekistan;

- 2008, 2. Platz, Europameisterschaft in Liverpool, SS, mit Siegen über Andrew Wyn Jones, Wales, Michail Schejbak, Belarus u. Memnun Hadžić, Bosnien-Herzegowina u. einer Punktniederlage (2:9) im Finale gegen Kubrat Pulew, Bulgarien;

- 2009, 2. Platz, Chemie-Pokal-Turnier in Halle (Saale), SS, mit einem Punktsieg über Wladimir Prusa (9:1), Tschechien, einem kampfl. Sieg über Erkan Teper, Deutschland u. einer Punktniederlage gegen Sardor Abdullajew, Usbekistan (6:9)

## Länderkämpfe
- 2008 in Magnitogorsk, Russland gegen USA, SS, Punktniederlage gegen Michael Hunter (13:23)

## Russische Meisterschaften
- 2005, 3. Platz, SS, nach Niederlage im Halbfinale gegen Wladimir Wasiljew,
- 2006, 3. Platz, SS, nach Niederlage im Halbfinale gegen Magomed Abdussalamow,
- 2007, 1. Platz, SS, nach Punktsieg im Finale über Islam Timursijew,
- 2008, 1. Platz, SS, nach Punktsieg im Finale über Schamil Gadschijew